# لارنس فرلینگتی
لارنس فرلینگتی (انگلیسی: Lawrence Ferlinghetti؛ زادهٔ ۲۴ مارس ۱۹۱۹- درگذشته ۲۲ فوریهٔ ۲۰۲۱) شاعر، ناشر، نقاش، روزنامه‌نگار، نویسنده و افسر سابق نیروی دریایی اهل ایالات متحده آمریکا بود. از آخرین بازماندگان نسل «بیت» و همچنین ستون این جنبش ناسازگار و سرکش ادبی بود.
از فیلم‌ها یا برنامه‌های تلویزیونی که وی در آن نقش داشته‌است می‌توان به جوایز داروین اشاره کرد.
لارنس فرلینگتی که در ۲۴ مارس سال ۱۹۱۹ در یانکرز در ایالت نیویورک از مادری فرانسوی- پرتغالی و یهودی‌تبار و پدری ایتالیایی به دنیا آمد. پدرش پیش از تولد او درگذشت و مادرش که تحمل شوک ناشی از درگذشت همسرش را نداشت در بیمارستان روانی بستری شد. در این شرایط، لارنس بخشی از دوران کودکی خود را در فرانسه نزد خاله‌اش گذراند.
او پس از بازگشت به آمریکا، در سال ۱۹۴۱، به نیروی دریایی ارتش این کشور پیوست و در سال ۱۹۴۴ نیز در میان نیروهای آمریکایی که در سواحل نرماندی پیاده شدند، حضور یافت. یک سال بعد، در سال ۱۹۴۵، پس از انفجار اتمی ناگازاکی در ژاپن به این شهر رفت و این سفر موجب شد که او همواره حامی صلح باشد: «این باعث شد من همیشه یک صلح‌طلب باشم.»
پس از جنگ، با یک بورسیه تحصیلی دوباره به فرانسه بازگشت و به تحصیل ادبیات در دانشگاه سوربن تا مقطع دکترا پرداخت.
در بازگشت به آمریکا، به تدریس زبان فرانسه و همچنین نوشتن نقدهای ادبی پرداخت، تا این که در سال ۱۹۵۳ کتابفروشی زیرزمینی سیتی لایتس (چراغ‌های شهر) را در سان فرانسیسکو تأسیس کرد. عنوان این کتابفروشی، یادآور فیلمی از چارلی چاپلین با همین نام بود که دو دهه قبل از آن، ساخته شده بود.
لارنس فرلینگتی برای تأسیس کتابفروشی خود، از کتابفروشی «شکسپیر و شرکا» در پاریس الهام گرفته بود که چندین دهه پیشتر برای انتشار آثارنویسندگان انگلیسی‌زبان در پایتخت فرانسه تأسیس شده بود و به پاتوق روشنفکرانی چون جیمز جویس تبدیل شد.
دو سال بعد، لارنس فرلینگتی با تأسیس یک انتشاراتی در کنار این کتابفروشی، به انتشار آثار نویسندگان «نسل بیت» چون جک کرواک، گرگوری کورسو، پل بولز، ویلیام اس. باروز و الن گینزبرگ پرداخت.
چاپ این آثار در ایجاد جریانی ادبی و فرهنگی برخلاف جهت جریان‌های حاکم به ویژه در دهه ۱۹۵۰ نقش مهمی داشت و برخی معتقدند که اگر او نبود، نسل بیت به این اهمیت و جایگاهی که در دهه‌های اخیر پیدا کرده، نمی‌رسید یا اساساً شکل نمی‌گرفت.
در واقع، کتابفروشی سیتی لایتس به پاتوق نویسندگان جوان آمریکا که نهادهای آکادمیک را نقد می‌کردند تبدیل شد و انتشاراتی آن نیز به آزمایشگاهی برای تولید ادبیات این نسل مبدل گشت. «معشوق لیدی چترلی» اثر دی‌اچ لارنس، «ناهار عریان» از ویلیام باروز و «مدار رأس‌السرطان» نوشته هنری میلر از جمله کتاب‌هایی بود که فرلینگتی منتشر کرد.
این جوانان نویسنده، موسیقی جاز دوست داشتند و آثار نویسندگانی چون لوئی فردینان سلین و آلدوس هاکسلی را می‌خواندند. آنان قصد داشتند که در لحظه زندگی کنند و نوشتارشان هم مثل یک «قلب تپنده» باشد.
این نسل از نویسندگان بعداً بر بسیاری از نویسندگان و شاعران بزرگ آمریکایی از جمله باب دیلان، ترانه‌سرا و خواننده و برنده جایزه نوبل ادبیات و حتی هنرمندان دیگر رشته‌ها تأثیر گذاشت.
با این حال، لارنس فرلینگتی نقش خود را در این میان ناچیز می‌دانست و از این که همیشه از او دربارهٔ این دوره از تاریخ ادبیات آمریکا سؤال می‌شد، آزرده خاطر بود.
او در سال ۱۹۵۷ پس از انتشار یکی از مهم‌ترین آثار نسل بیت به نام «زوزه» به اتهام «ابتذال» بازداشت و در یک دادگاه تاریخی محاکمه شد. فرلینگتی در نهایت از اتهامی که در دادگاه علیه او مطرح شده بود، تبرئه شد.
«زوزه» (Howl‎) شعر بلندی از آلن گینزبرگ است که بین سال‌های ۱۹۵۴ و ۱۹۵۵ میلادی سروده شده و در سال ۱۹۵۶ در مجموعه‌ای با همین نام به چاپ رسید.
این شعر که در زمان خود نویدبخش ظهور گروهی از نویسندگان نوگرا بود، اکنون در زمره بزرگ‌ترین آثار ادبیات آمریکا در قرن بیستم به‌شمار می‌رود و به چندین زبان از جمله فارسی ترجمه شده‌است.
اما یکی دیگر از کسانی که فرلینگتی به جامعه ادبی آمریکا و جهان معرفی کرد، چارلز بوکوفسکی بود. فرلینگتی برای اولین بار مجموعه‌ای از داستان‌های بوکوفسکی را در سال ۱۹۷۲ منتشر شد.
اما خود این شاعر در سال ۱۹۵۸، مجموعه شعری را با عنوان «جزیره کنی ذهن» منتشر کرد که بیش از یک میلیون نسخه از آن به فروش رفت. عنوان این کتاب اشاره دارد به جزیره کنی، یک منطقه مسکونی، تجاری و تفریحی در جنوب غربی بروکلین در شهر نیویورک.
این میزان از فروش برای یک مجموعه شعر در بازار کتاب، یک اتفاق نادر است و به همین دلیل، از بزرگ‌ترین شاعران قرن بیستم آمریکا ارزیابی شده‌است.
فرلینگتی پس از این کتاب، مجموعه شعرهای دیگری را نیز منتشر کرد، همچنین نمایشنامه‌ها و یک رمان با عنوان «او». همچنین اشعار ژاک پره‌ور، شاعر بزرگ فرانسوی را به زبان انگلیسی ترجمه کرد.
آنچه بیشتر در شعر فرلینگتی به چشم می‌آید، توجه به موضوعات سیاسی و اجتماعی است.
این شاعر گرچه در ابتدای کار حرفه‌ای خود با بی‌مهری‌هایی روبه‌رو شد، اما بعداً جوایز متعددی به او اهدا شد. از جمله جایزه شعر سان فرانسیسکو که در سال ۱۹۹۸ به او تعلق گرفت.
همچنین پانزده سال پیش، جایزه معتبر «یک عمر تلاش» بنیاد ملی کتاب آمریکا به فرلینگتی اهدا شد.
لارنس فرلینگتی، نقاش هم بود و کار نقاشی را از همان دهه پنجاه همزمان با نوشتن پیش می‌برد. آثار هنری او در گالری‌ها و موزه‌های مختلف به نمایش گذاشته شد.
در سال ۲۰۱۰، نمایشگاهی با عنوان «شصت سال نقاشی» در رم، پایتخت ایتالیا شامل آثاری از دوره‌های مختلف زندگی لارنس فرلینگتی برگزار شد.
همچنین در سال ۲۰۱۲، نمایشگاهی از نقاشی‌های لارنس فرلینگتی در یک موزه سان فرانسیسکو به نمایش گذاشته شد که مضامینی چون جنگ، زن و آزادی داشت.
فرلینگتی یک گردشگر حرفه‌ای هم بود و جهان را از استرالیا تا ویتنام، از فرانسه تا نیکاراگوئه زیر پا گذاشته بود. در سال ۲۰۱۵، کتاب خاطرات سفرهای او در سال‌های ۱۹۶۰ تا ۲۰۱۰ منتشر شد که این خاطرات به زبان‌های مختلف نیز ترجمه شده‌است.
در این کتاب شرح داده که چگونه با کسانی مثل پابلو نرودا آشنا شد یا با شاعران روس دگراندیش در زمان شوروی سابق ملاقات کرد. او به دیگر شاعران توصیه می‌کرد: «اگر ادعا می‌کنید شاعر هستید، فقط در جای خود نشینید.»
لارنس فرلینگتی در روز دوشنبه ۲۲ فوریهٔ ۲۰۲۱ به‌دلیل کهولت سن و مشکلات ریوی در ۱۰۱ سالگی در خانه‌اش در سان فرانسیسکو درگذشت.
او که بیش از یک قرن زندگی کرده بود، بنا بر اعلام همکارانش در کتابفروشی معروف «سیتی لایتس» که خود در سال ۱۹۵۳ بنیان نهاده بود، تا صد سالگی به نوشتن و انتشار آثارش ادامه داد.
در بیانیه‌ای که از سوی کتابفروشی سیتی لایتس منتشر شده، بر «دانش و عشق او به ادبیات، شجاعتش نسب به دفاع از حق آزادی بیان و نقش حیاتی او در به عنوان سفیر فرهنگ آمریکا» تأکید شده‌است.